# Chios (oraș)
Chios (în greacă Χίος) este un oraș în prefectura Chios, regiunea Egeea de Nord, Grecia, așezarea principală a insulei cu același nume din Marea Egee. Populația sa este de 23.779 locuitori (recensământul din 2001) și are o suprafață de 22,8 km².